# Neotrafoiopsis andina
Neotrafoiopsis andina är en tvåvingeart som beskrevs av Townsend 1931. Neotrafoiopsis andina ingår i släktet Neotrafoiopsis och familjen parasitflugor.
Artens utbredningsområde är Peru. Inga underarter finns listade i Catalogue of Life.